# Paso del Sapo
Paso del Sapo es una localidad y comuna argentina del noroeste de la provincia del Chubut, dentro del departamento Languiñeo. Se encuentra a orillas del río Chubut. Al este del casco urbano está el empalme de la RP 13 con la RP 12.

## Población
Contó con 472 habitantes (Indec, 2010), lo que representó un incremento del 23 % frente a los 384 habitantes (Indec, 2001) del censo anterior. La población se compuso de 238 varones y 234 mujeres, lo que arrojó un índice de masculinidad del 101.71 %. En tanto, las viviendas pasaron a ser 193.
Tras el censo de 2022 se conoció un crecimiento de la localidad con 500 habitantes y unas 253 viviendas.

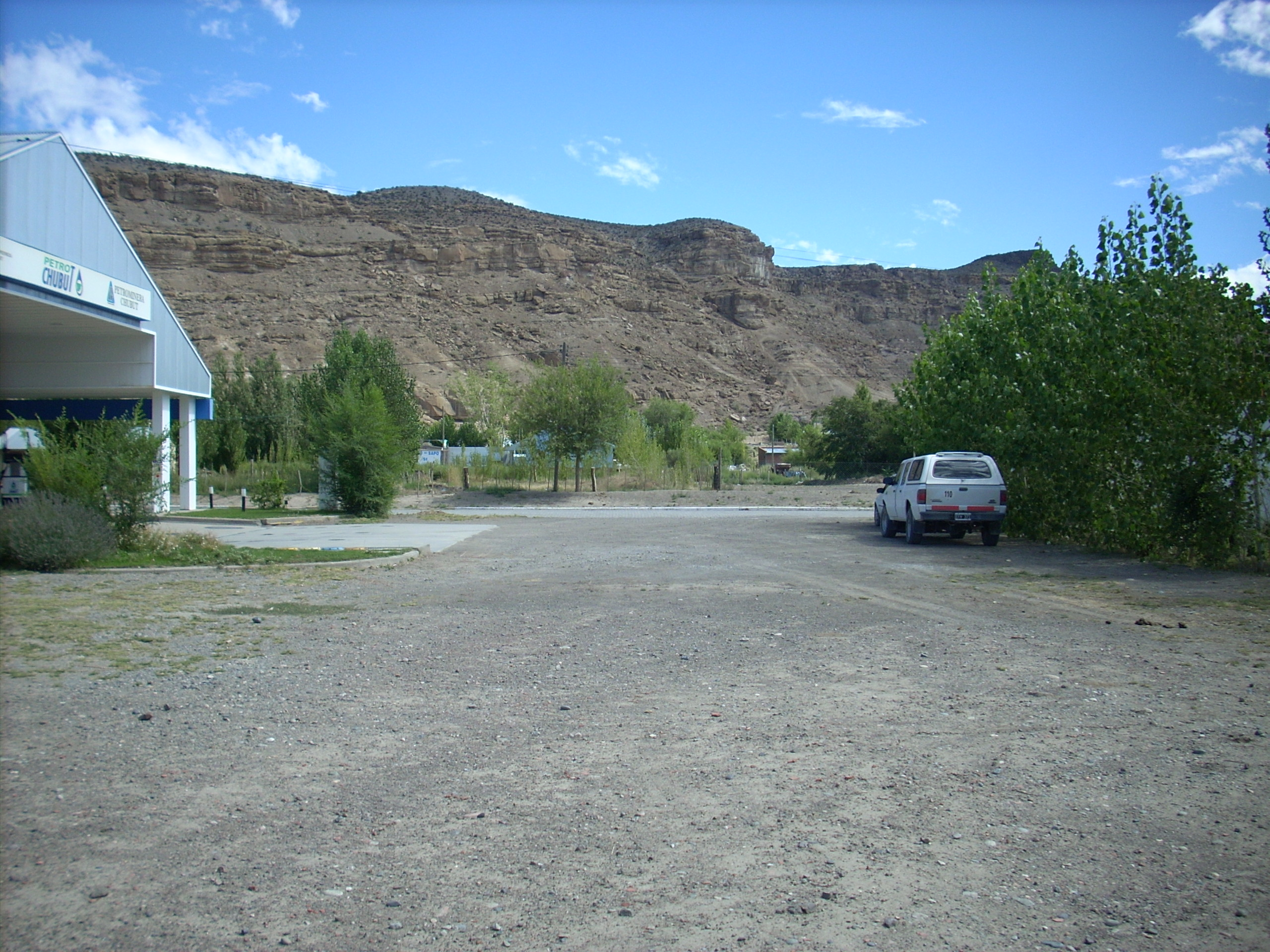
Vista de Paso del Sapo

| Gráfica de evolución demográfica de Paso del Sapo entre 1991 y 2022 |
|                                                                     |
| Fuente: Censos nacionales del INDEC                                 |

## Parroquias de la Iglesia católica en Paso del Sapo

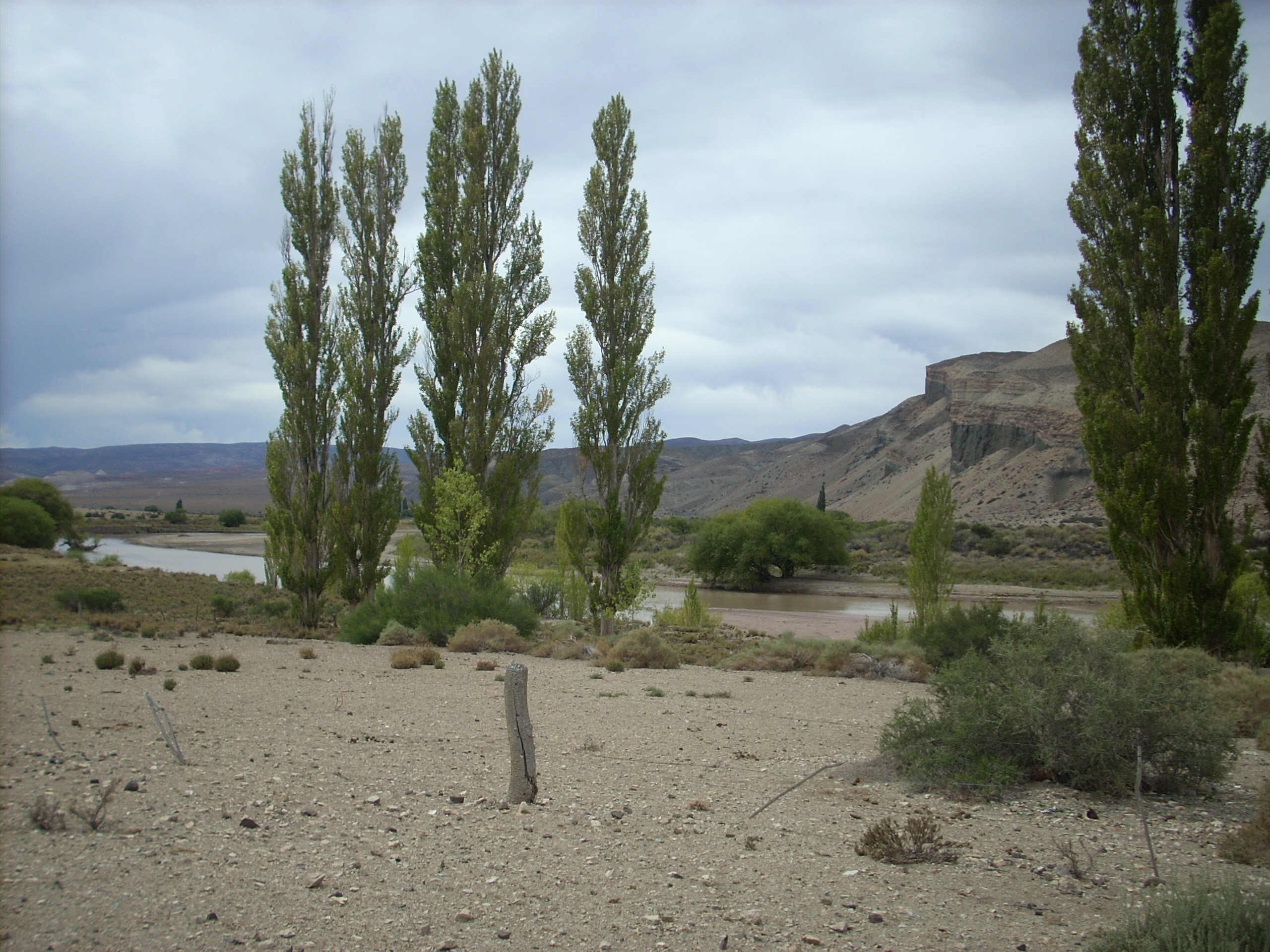
Curso superior del río Chubut cerca de Paso del Sapo

| Prelatura territorial | Esquel   |
| --------------------- | -------- |
| Cuasiparroquia        | San José |